# Thuret
Thuret ist ein Ort und eine zentralfranzösische Gemeinde (commune) mit 924 Einwohnern (Stand 1. Januar 2022) im Département Puy-de-Dôme in der Region Auvergne-Rhône-Alpes.

## Lage und Klima
Thuret liegt im Herzen der Limagne ungefähr 25 km (Fahrtstrecke) südwestlich von Vichy und ca. 31 km nordöstlich von Clermont-Ferrand in einer Höhe von etwa 320 m. Riom, der Hauptort des Arrondissements, befindet sich gut 15 km südwestlich. Das Klima ist gemäßigt; Regen (ca. 645 mm/Jahr) fällt hauptsächlich im Sommerhalbjahr.

## Bevölkerungsentwicklung
| Jahr                       | 1800 | 1851 | 1901 | 1954 | 1999 | 2018 |
| Einwohner                  | 1720 | 2251 | 1184 | 709  | 712  | 918  |
| Quellen: Cassini und INSEE |      |      |      |      |      |      |

Der stetige Bevölkerungsrückgang seit der Mitte des 19. Jahrhunderts ist auf die Mechanisierung der Landwirtschaft und die Aufgabe von kleineren Bauernhöfen zurückzuführen. Einen erneuten Bevölkerungsschub erlebt die Gemeinde seit den 1970er Jahren wegen ihrer Nähe zum Großraum von Clermont-Ferrand.

## Wirtschaft
Die Einwohner von Thuret leben hauptsächlich von der Landwirtschaft in der Umgebung sowie von Kleinhandel und Handwerk.

## Geschichte
Menschliche Spuren reichen weit zurück, denn man hat in der Umgebung Faustkeile und Messer aus Silex gefunden. Menschliche Ansiedlungen hat es wohl erst in gallorömischer Zeit gegeben. Thuret lag an einer wichtigen Römerstraße, die Clermont-Ferrand (Augustonemetum) mit Vichy (Aquae Calidae) verband; in der Umgebung wurden bislang fünf römische Landgüter (villae rusticae) entdeckt.
In einer Urkunde Pippins II. von Aquitanien aus dem Jahre 848 wird Thuret als viguerie erstmals erwähnt. Im hohen Mittelalter gehörte der Ort zu einem Benediktiner-Priorat, dessen Mutterkloster in Clermont-Ferrand lag.

## Sehenswürdigkeiten

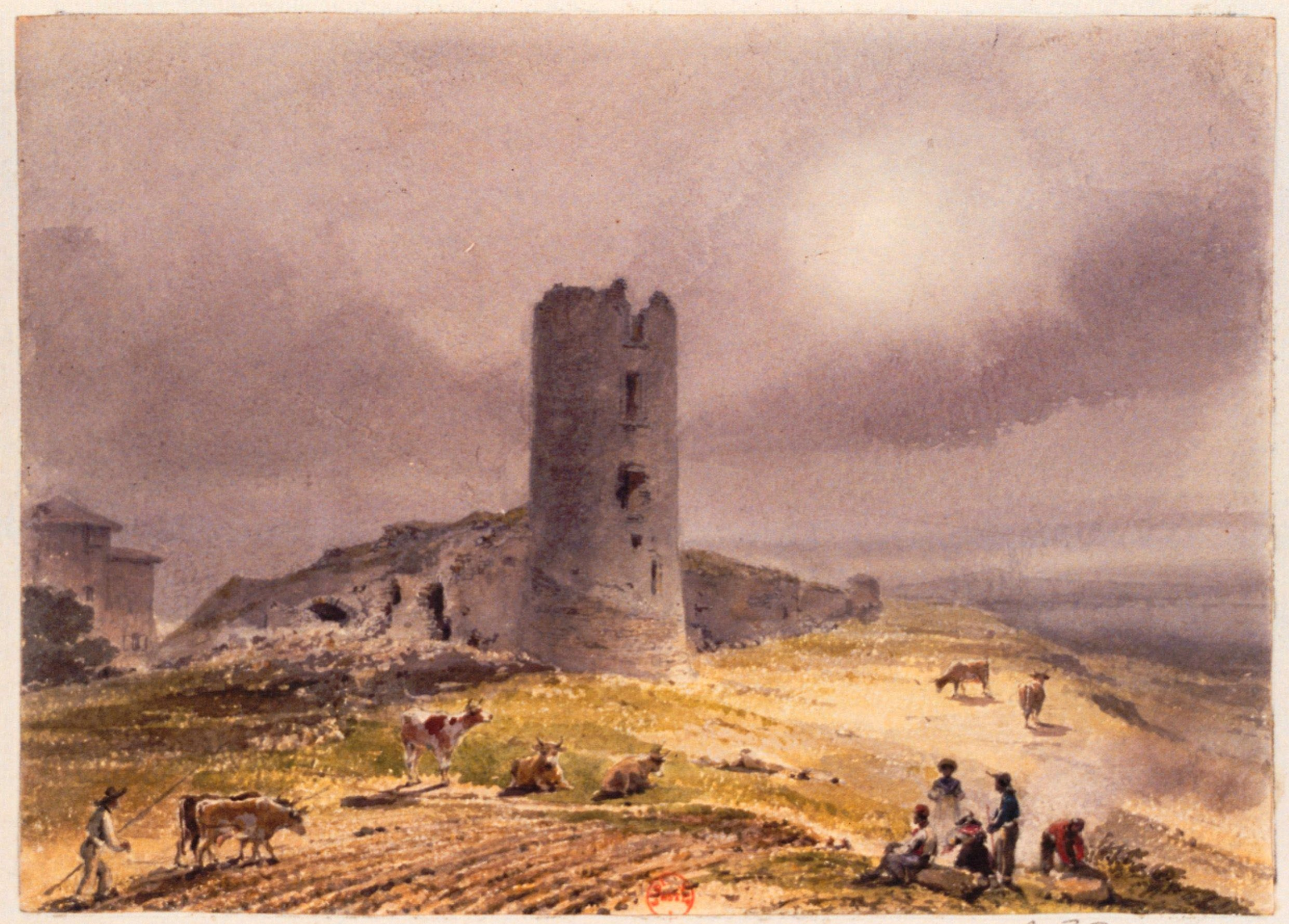
Château de Thuret – Zeichnung (18. Jh.)

### Sonstige
- Auf einem Hügel stehen die Überreste des Château de Thuret, einer mittelalterlichen Burg. Erhalten sind Teile eines Donjons aus dem 13./14. Jahrhundert.
- Das Château La Canière, ein imposanter Herrensitz aus dem 19. Jahrhundert wurde im Neorenaissance-Stil erbaut und liegt etwa 1 km außerhalb des Ortskerns. Es ist zu einem Golf-Hotel umgebaut worden; im 8 Hektar großen Park kann man spazieren gehen.[2]

## Persönlichkeiten
- Bénilde Romançon (1805–1862), Schulbruder, Heiliger der römisch-katholischen Kirche